# 라리사 라티니나
라리사 세묘노브나 라티니나(러시아어: Лариса Семёновна Латынина, 1934년 12월 27일 ~ )는 러시아의 여자 체조 선수이자, 소련 대표로 올림픽에서 총 18개나 되는 메달을 획득한 선수이다. 미국의 수영 선수인 마이클 펠프스에 이어 두 번째로 많은 메달을 딴 선수로 남아 있다.

## 어린 시절
본명은 라리사 세묘노브나 디리로 우크라이나의 헤르손에서 태어났다. 원래는 발레를 연습하다가, 그녀의 지지자가 다른 곳으로 이주한 후에 체조로 전향하였다. 1953년 고등학교를 졸업하고 키예프로 이주하여 레닌 기술 연구소에서 수학하면서 지속적으로 훈련하였다. 거기서 라티니나는 부레베스트니크 임의 기부주의 스포츠 사회에서 훈련을 받았다.
19세의 나이로 1954년 세계 선수권에 국제 데뷔하여 단체전에서 우승하였다.

## 체조 경력
1956년 멜버른 올림픽에서 라티니나는 올림픽의 가장 훌륭한 체조 선수가 되려고 헝가리의 켈레티 아그네시와 경쟁하였다. 개인 종합 운동에서 켈레티를 꺾었고, 소련 팀은 단체전에서 우승하였다. 마루운동(켈레티와 함께)과 도마를 우승하고, 이단평행봉에서 2위, 현재 더 이상 존재하지 않는 종목 단체 이동기구에서 3위를 하여 총 6개의 메달을 획득하였다.
1958년 모스크바에서 열린 세계 선수권에서 임신 도중에 불구하고 6개의 타이틀 중 5개를 우승한 라티니나는 1960년 로마 올림픽에서 우승 후보로 보였다. 개인 종합에서 소련 팀을 첫 4개의 장소로 이끌어 9점 차이로 단체전을 우승하는 데 안정시켰다. 마루 운동 타이틀을 2연승하고, 평균대 운동과 디단평행봉 2위, 도마 운동 3위를 하기도 하였다.
1962년 세계 선수권 개인 종합전에서 체코슬로바키아의 베라 차슬라프스카를 꺾고 우승하였다. 1964년 도쿄 올림픽개인 종합전에서 아직도 전직 세계 선수권 우승 선수로 알려진 라티니나가 차슬라프스카에게 패하고 말았다. 단체 운동과 마루 운동 3연승을 하고 2개의 은메달과 2개의 동메달을 추가하여, 총 18개의 올림픽 메달 (금 9, 은 5, 동 4)을 획득한 선수로 남아있다.

## 은퇴
1966년 세계 선수권에서 단체전 2위를 끝으로 체조에서 은퇴하였고, 1977년까지 소련 국가 대표 체조 팀의 코치가 되었다. 1980년 모스크바 올림픽에서 체조 경기를 결성하였으며, 2000년 즈음에 PBS 다큐멘터리 "붉은 문서"의 에피소드 "소련의 스포츠 전쟁"에 나와 자신의 체조 선수와 코치로서의 경험을 논의하였다.
그녀는 러시아 연방의 시민이며, 현재 모스크바주 스묘노프스코예 근처에 있는 자신의 사유지에서 살고 있다. 1998년에는 국제 체조 명예의 전당에 헌액되었다.

## 같이 보기
- 올림픽 다관왕 목록